# Anoplodactylus brochus
Anoplodactylus brochus is een zeespin uit de familie Phoxichilidiidae. De soort behoort tot het geslacht Anoplodactylus. Anoplodactylus brochus werd in 1996 voor het eerst wetenschappelijk beschreven door Child. 